# Комп'ютерна музика
Комп'ютерна музика (англ. Computer music) — музика, в створенні або реалізації якої використано комп’ютерну техніку. В широкому значенні цей термін можна застосувати властиво як до творів, партитура яких створена за допомогою комп’ютера, так і до композицій, звукова реалізація яких виконала комп’ютером. Також до комп’ютерної музики належать інструментальні твори, скомпоновані з застосуванням комп’ютера, твори, які використовують звуковий матеріал, створений ком’ютером, і врешті - твори, безпосередньо написані з урахуванням комп’ютерних програм та навіть виконані за допомогою комп’ютера.
У вужчому - лише в тому випадку, якщо комп’ютерні технології застосовувались з метою синтезування експериментальних музиних творів в руслі пошуків нової музичної мови

## Історія

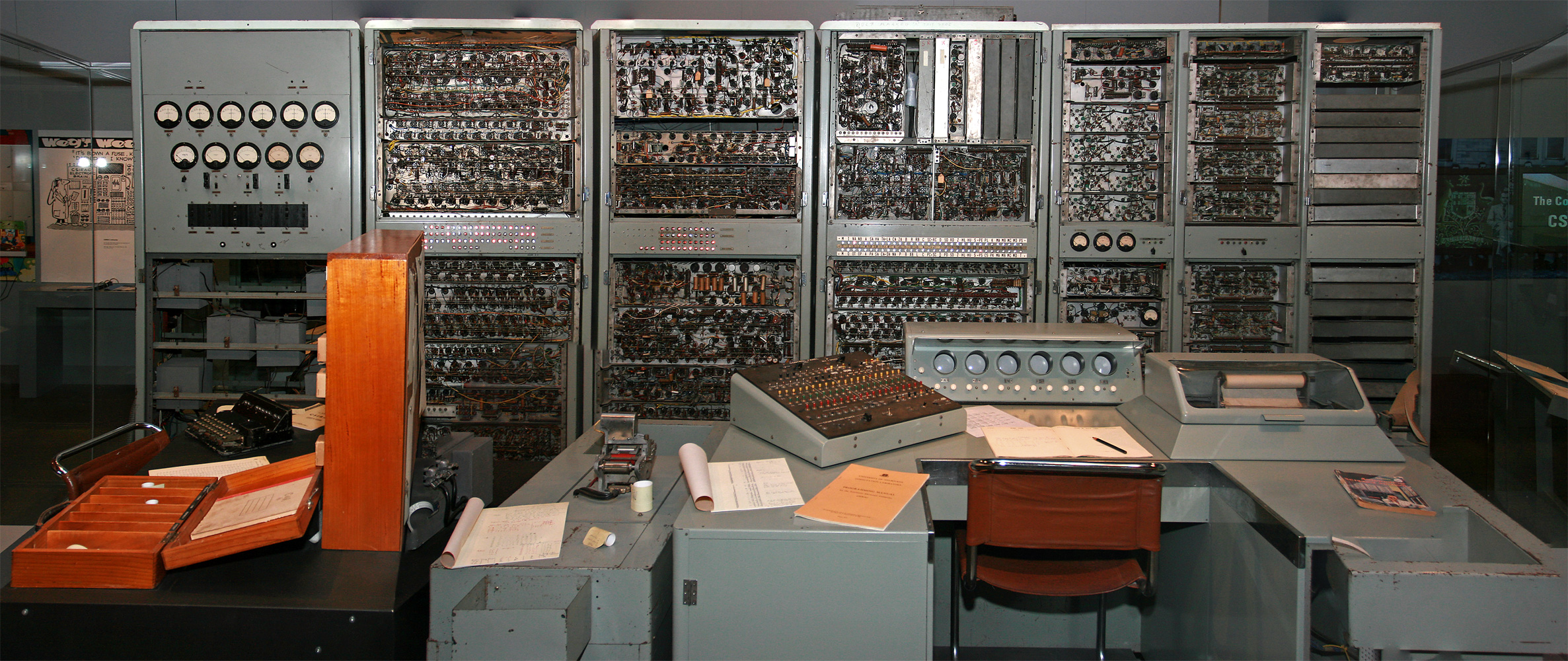
CSIRAC, перший в Австралії цифровий комп'ютер, показаний у музеї Мельбурна

Значною мірою комп'ютерна музика спирається на взаємозв'язок музики та математики, історія якого сягає давньогрецького вчення про «гармонію сфер».
Музичні мелодії вперше були створені комп'ютером, який спочатку називався CSIR Mark 1 (пізніше перейменований у CSIRAC) в Австралії в 1950 році. Окремі газетні повідомлення з Америки та Англії повідомляли, що комп'ютери нібито могли грати музику раніше, але ці повідомлення не знайшли підтверджень
Першим у світі комп'ютером для відтворення музики був CSIR Mark 1 (згодом названий CSIRAC), розроблений і побудований Тревором Пірсі та Мастоном Бедром у кінці 1940-х. Математик Джефф Хілл запрограмував CSIR Mark 1 для відтворення популярних музичних мелодій на початку 1950-х. У 1950 році CSIR Mark 1 вперше відтворив музику. Вона не була записана, але була реконструйована. Репертуар CSIR Mark 1 обмежувався відомими мелодіями. Зокрема, існують відомості про виконання пісні «Colonel Bogey March» , Британського гімну, пісень "Ba, Ba Black Sheep, and «In the Mood», останні були записані й доступні на сайті Манчестерського університету [Архівовано 3 Березня 2021 у Wayback Machine.].
Важливими у 1950-х роках були розробки синтезу звуку за допомогою комп'ютера та розробки програм алгоритмічного композиції. Макс Метьюз з лабораторій Bell розробив програму MUSIC I, опис цієї програми було опубліковано в 1963 році в журналі Science . Серед інших піонерів — Лехарен Хіллер та Леонард Ісааксон, які експериментували з алгоритмічною композицією на комп'ютері «ІЛЛІАК», результати цих експериментів вперше були продемонстровані на прем'єрі сюїти Illiac Suite для струнного квартету в 1957 році.
В Японії експерименти з комп'ютерною музикою починаються з 1962 року, коли професор Секіне з Університету Кейо та інженер Хаясі з компанії Toshiba створили комп'ютер під назвою TOSBAC. Перший твір виконаний на цьому комп'ютері отримав назву TOSBAC Suite, наслідуючи Suite Illiac. Серед пізніших японських музичних композицій — твір Кенджіро Едзакі, представлений під час виставки в Осаці '70, та «Panoramic Sonore» (1974) Акімічі Такеда. Також Езакі опублікував статтю під назвою «Сучасна музика та комп'ютери» в 1970 році. В 1970-х японці працювали над комп'ютерною системою Fairlight у 1970-х.
Ранні комп'ютерно-музичні програми, як правило, не працювали в режимі реального часу, хоча окремі спроби на комп'ютерах CSIRAC та Ferranti Mark 1 здійснювались. З кінця 1950-х років, ускладнення програмування вимагало від комп'ютерів годин і днів на обробку інформації заради створення кількох хвилин музики. Використовувалась «гібридна система» цифрового управління аналоговим синтезатором, ранніми прикладами такого підходу була система GROOVE Макса Метьюса (1969), а також MUSYS Пітера Зінов'єва (1969).

Наприкінці 70-х років музичні комп'ютерні системи комерціалізуються. У 1960-х — 1970-х Джон Чаунінг працював над технологіями FM-синтезу, що дозволили випустити у 1983 році більш доступний цифровий синтезатор Yamaha DX7. У 1978 році Roland MC-8 Microcomposer працював на базі мікропроцесора, що керує аналоговим синтезатором. Поява недорогих цифрових чіпів та мікрокомп'ютерів відкрила можливості генерації комп'ютерної музики в режимі реального часу. У 1980-х роках з'явились японські персональні комп'ютери, такі як NEC PC-88, що використовували технологію FM-синтезу та мови програмування звуку, такі як Music Macro Language (MML) та інтерфейси MIDI. Ці системи знайшли використання для створення музики у відеоіграх, або чіптуни. На початку 90-х років продуктивність комп'ютерів на мікропроцесорній основі уможливила створення комп'ютерної музики в режимі реального часу з використанням більш загальних програм та алгоритмів.
Цікаві звуки повинні мати плинність і мінливість, що дозволяє їм залишатися свіжими для вуха. У комп'ютерній музиці цей тонкий інгредієнт досягається значними обчислювальними витратами, як з точки зору кількості елементів партитури, що вимагають деталізації, так і з точки зору обсягу інтерпретаційної роботи, необхідної для реалізації цих деталей у звуці.
Розвиток обчислювальних потужностей та програмного забезпечення істотно вплинули на способи створення і виконання комп'ютерної музики. Мікрокомп'ютери нинішнього покоління достатньо потужні для виконання складного синтезу звуку та використання широкого спектру алгоритмів та підходів. Комп'ютерні музичні системи стали звичним явищем, і використання переважно цифрових (а не аналогових) технологій створення та запису музики стали нормою, а не винятком.

## Напрями використання комп’ютерних технологій
В сучасній музичній практиці використання комп’ютерних технологій є багатоманітним і включає такі напрями: нотно-видавнича діяльність, створення цифрових фонограм та відеокліпів, реставрація старих записів, звукорежисура, створення аранжувань та оригінальних композицій з використанням програм-секвенсерів, синтез звуку та електронна музика, системи управління партитурою в реальному часі, створення і використання музикознавчих баз даних, навчальні програми. Разом з тим, до категорії комп’ютерних відносять лише ті композиції, в яких використання комп’ютера є суттєвим у синтезуванні складноорганізованих текстових структур, які дають можливість митцю «відпрацювати» синтезований матеріал, вводити його в мистецький твір..
В 1970-х роках комп’ютер для створення музичних текстів застосовували Готфрід Майкл Кеніг та Янніс Ксенакіс. Кеніг працював з програмами Project 1 та Project 2 , вони були створені в Інституті сонології в Утрехті в 1970-х. Я.Ксенакіс використовував комп'ютер із графічним уведенням інформації — UPIC. Твори Ксенакіса стали класичним зразком т.зв. стохастичної музики, в основі якої - алгоритми, що відтворюють стохастичні процеси.
Ряд музикантів використовували комп’ютер для створення музичних текстів, що імітують стилі великих композиторів минулого. В цьому напрямі працював Девід Коуп. Він написав комп’ютерні програми, які аналізують твори інших композиторів для створення нових творів у подібному стилі. Зокрема, його програма "Експерименти з музичним інтелектом" відома створенням «42-ї симфонії В.А. Моцарта».
В Україні комп’ютерну музику (музику, написану за допомогою алгоритмів) писали Л. Грабовський ("Гомеоморфії І-ІІІ" для фортепіано, "Гомеоморфії IV" для оркестру, “Concesto misterioso”, “На пам’ять Елізі”), А. Загайкевич ("Повітряна механіка"), Ю.Булка ("Please wait") та ін.